# 森車站 (大阪府)
森車站（日语：／ Mori eki */?）是水間鐵道水間線沿線之鐵路車站，位於日本大阪府貝塚市森。 

## 車站構造
側式月台1面1線的地面車站。無人站。

## 車站周邊
- 森神社
- 大阪府道40号岸和田牛滝山貝塚線

## 歷史
- 1926年1月30日：設站。

## 相鄰車站
水間鐵道
水間線
名越－森－三松